# Вулька-Гродзиська (Підкарпатське воєводство)
Вулька-Гродзиська (пол. Wólka Grodziska) — село в Польщі, у гміні Гродзисько-Дольне Лежайського повіту Підкарпатського воєводства.
Населення — 741 особа (2011).
У 1975-1998 роках село належало до .

## Демографія
Демографічна структура станом на 31 березня 2011 року:
|          | Загалом | Допрацездатний вік | Працездатний вік | Постпрацездатний вік |
| -------- | ------- | ------------------ | ---------------- | -------------------- |
| Чоловіки | 365     | 76                 | 233              | 56                   |
| Жінки    | 376     | 68                 | 204              | 104                  |
| Разом    | 741     | 144                | 437              | 160                  |